# ألكساندر بيستوزيف
ألكساندر ألكسندروفيتش بيستوزيف (3 نوفمبر 1797 - 19 يونيو 1837) (الروسية: Алекса́ндр Алекса́ндрович Бесту́жев) هو كاتب روسي رومانسي، ومن مناصري ثورة الديسمبريين، بعد فشل الثورة قُبِض عليه ونُفِي إلى القوقاز، وطلب هناك من السلطات أن تضمه إلى الجيش الروسي في حملته ضد القوزاق، فقُتِل في إحدى المعارك. كتب بيستوزيف أعماله باسم مستعار هو مارلينسكي (الروسية: Марли́нский).

## سيرته
ولِدَ ألكساندر ألكسندروفيتش بيستوزيف في مدينة سانت بطرسبورغ في عام 1797، في أسرة نبيلة ثرية، وفي صغره تلقى تعليماً جيداً، وحرص والده على إعداده ليصير عسكرياً في الجيش، غير أنَّه فشل في الانضمام للبحرية، فالتحق بسلاح الفرسان. وفي 1818 رُقِّي بيستوزيف إلى رتبة ضابط، وكان في بعض الأحيان يعمل كضابط مرافق للضبَّاط الأرفع رتبة منه. وفي الوقت الذي بدى فيه أنَّه سيحقق مسيرة عسكرية ناجحة قرَّر الانضمام إلى ثورة الديسمبريين، رغم أنَّه لم يكن مقتنعاً تماماً بأهداف الثورة، والسبب الرئيس وراء تأييده للثوار هو أنَّ معظمهم من رفاقه، إضافة إلى أربعة من إخوانه شاركوا في الثورة. وعندما اعترف في محاكمته أنَّه لم يكن على قناعة كاملة بأهداف الثورة خُفِّف الحكم عليه إلى سنة ونصف في السجن، ثُمَّ أُرسِل إلى المنفى في ياقوتيا في منطقة القوقاز، وكانت هذه المنطقة تشهد حينها صراعاً حربياً بين الإمبراطورية الروسية والقوزاق، فطلب بيستوزيف من السلطات أن تلحقه بالجيش لعله يحصل على عفوٍ لاحقاً، غير أنَّه قُتِل في إحدى المعارك في سوتشي في عام 1837.